# Bobby Murcer
Bobby Ray Murcer (Oklahoma City, Oklahoma, 20 de mayo de 1946-Oklahoma City, Oklahoma, 12 de julio de 2008), más conocido como Bobby Murcer, fue un jugador profesional estadounidense de béisbol que se desempeñó en la posición de jardinero derecho en las Grandes Ligas de Béisbol (MLB). Es poseedor de un Guante de Oro.

## Carrera
Murcer jugó como profesional ocho temporadas en New York Yankees (1965-1966, 1969-1974), después pasó a San Francisco Giants (1975-1976), luego a Chicago Cubs (1977-1979), posteriormente regresó a New York Yankees, donde jugó cinco temporadas (1979-1983), y fue el equipo en el que se retiró.

## Premios
Fue galardonado con el Guante de Oro en una oportunidad (1972).